# Locutor de claus

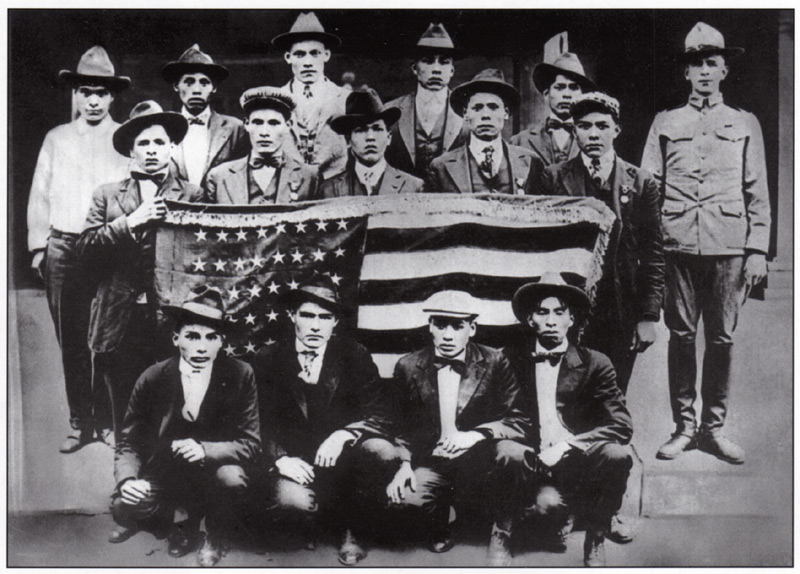
Choctaws en formació a la Primera Guerra Mundial per a transmissions de ràdio i telèfon codificades. Foto cortesia d'Oklahoma Historical Society,

Locutor de claus és un terme que s'utilitza per referir-se a persones que utilitzen llenguatges codificats. S'associa principalment amb els nadius americans que van servir al Cos de Marines dels Estats Units durant les dues guerres mundials. La seva principal tasca era transmetre missatges militars secrets utilitzant les seves llengües originàries, com el navajo, el cheroqui o el choctaw, la qual cosa els proporcionava un avantatge estratègic. A diferència dels codis militars, que es podien descifrar amb relativa facilitat, les llengües nadiues eren tan poc conegudes que resultaven extremadament difícils de comprendre sense un coneixement previ de la llengua.
Durant la Segona Guerra Mundial, el Codi Navajo, basat en l'idioma navajo, va ser especialment exitós al Pacífic gràcies a la seva complexitat i l'exclusivitat del grup que el dominava. Tot i que s'ha parlat de la participació de locutors de claus bascos, investigacions recents han demostrat que aquesta història és un mite sense evidència documental. En el seu lloc, els locutors navajos es van convertir en la peça clau en les comunicacions xifrades de l'exèrcit nord-americà al Pacífic.